# Varandej
Varandej (Russisch: Варандей) is de benaming voor een klein voormalig vissersdorp (rybatski posjolok), ook wel Stary Varandej genoemd, en een nederzetting voor oliearbeiders  iets ten noordwesten daarvan in het Hoge Noorden aan de noordkust van Rusland in het autonome district Nenetsië binnen de oblast Archangelsk.
Het voormalige vissersdorp staat op een duin bij een baai aan de Petsjorazee. De bevolking bestond uit Nenetsen en is na een decreet uit 1993, dat verklaarde dat de inwoners moesten worden verplaatst, omdat de plaats zich in een ecologische gevarenzone bevond, weggetrokken naar andere plaatsen. Met name naar de ongeveer 245 kilometer zuidwestelijker gelegen stad Narjan-Mar. In 2000 werd de nederzetting en de bijbehorende selsovjet Vandarejski formeel opgeheven. De compensatie voor het verlaten van de nederzetting werd echter niet goed doorgevoerd en sommige bewoners keerden daardoor later terug naar de plaats.
De nieuwe nederzetting Varandej ontstond door de bouw van een olieterminal van LUKoil op 4 kilometer ten oosten van de plaats, die gebouwd wordt voor olie die uit het binnenland komt (Timan-Petsjora). De baai waaraan (Staraja) Varandej ligt, wordt voor de bouw als haven gebruikt.  In 2006 werd op verzoek van LUKoil de plaats hernoemd naar zeehaven Varandej. Eind 2007 zou de zeehaven van Varandej in gebruik moeten worden genomen.
Iets ten oosten van de LUKoil-nederzetting ligt luchthaven Varandej (IATA-luchthavencode: VRI) waarop vooral door helikopters, maar ook door vliegtuigen wordt gevlogen vanuit Narjan-Mar voor de olieterminal. Op 5 kilometer van dit vliegveld maakte op 16 maart 2005 een Antonov An-24 een noodlanding, waarbij 28 mensen de dood vonden. Op de locatie waar het vliegtuig is neer gekomen is een monument opgericht.